# ابیتانتی
ابیتانتی (اسلوونیایی: Abitanti) در اسلوونی با جمعیت ۱۲ نفر است که در کپر، اسلوونی واقع شده‌است.